# 国頭正弥
国頭 正弥（くにがみ せいや、尚寧王3年（万暦19年、1591年） - 尚豊王15年8月1日（崇禎8年、1635年9月12日））とは、17世紀琉球王国の貴族官僚。唐名は馬瑞彩。国頭按司正弥と名乗る。国頭左馬頭の名で知られる。

## 概要
国頭間切総地頭の馬氏国頭御殿6世である。
琉球は1609年の琉球出兵以後、薩摩藩への国質（人質）を王族貴族から交替で常時出すことを求められていた。1614年に鹿児島へ出頭し、藩主島津家久に気に入られる。正弥は大坂の陣への出兵を聞きつけ、参陣を請い願い、これに家久は大層喜んだ。武具一式を与え、髪形、装束を和装に改めさせ、国頭左馬頭と名乗らせた上に、一隊の兵を与えた。ただし、島津氏の軍勢は冬の陣、夏の陣いずれも開戦中に間に合わなかったので、実戦には及んでいない。1616年に任を解かれ帰国した。1632年にも年頭使として薩摩に来訪している。
家久より拝領した刀は家宝として昭和初期まで伝来したが、沖縄戦以後は不明である。